# Partido Demócrata Español
El Partido Demócrata Español (PADE) fue un partido político español conservador nacido de una escisión del Partido Popular. Su presidente nacional fue Juan Ramón Calero Rodríguez, antiguo portavoz en el Congreso de dicho partido.

## Adscripción ideológica
Se situó ideológicamente a la derecha del Partido Popular llegando a ser catalogado por algunas fuentes como ultraderechista. No obstante, dichas acusaciones fueron negadas por el propio partido, que se definía como  humanista cristiano, liberal-reformista y moderado.

## Historia
Nació con el nombre de Partido de Acción Democrática Española a finales de 1996, tras escindirse algunos dirigentes del Partido Popular, críticos con su "giro al centro". Con su nombre más conocido, fue inscrito en el registro de partidos del Ministerio del Interior en marzo de 1997.
En mayo de 2007, el PADE solicitó integrarse en Unión Progreso y Democracia, sin que tal ofrecimiento obtuviera respuesta. Otras fuentes indican que el PADE fue quien rechazó el ofrecimiento de Rosa Díez.  Ese mismo año también se barajó su integración en el Partido Popular, así como prestarle apoyo en las elecciones generales de 2008. El Partido Demócrata Español mantuvo una postura crítica, durante el primer mandato de José Luis Rodríguez Zapatero, respecto al proceso de negociación con ETA.
El 14 de abril de 2008 se anunció su disolución como partido con efectividad para mayo del mismo año. La disolución tuvo lugar el 10 de dicho mes.

## Resultados electorales
En las elecciones generales del 3 de marzo de 2000 obtuvo 9.136 votos y 5.677 votos en las del 14 de marzo de 2004. En las elecciones municipales de 2003 obtuvo 14 concejales en Castilla-La Mancha, 10 en Castilla y León y 8 en la Comunidad de Madrid. En las de 2007 obtuvo 20 concejales: cinco en la Provincia de Guadalajara, uno en la Región de Murcia, uno en la Provincia de Valencia, uno en la Provincia de León y doce en la Comunidad de Madrid. Comunidad esta en la que, pese a la sintonía existente entre el PP y el PADE, por diferencias en política urbanística el PADE decidió formar gobierno junto a Izquierda Unida y un partido independiente en el municipio de Cobeña. Mientras que en el municipio castellanomanchego de Alovera eligió no entrar en ningún pacto de gobierno. En las elecciones generales españolas de 2008 optó por no presentar ninguna candidatura.